# Turko wąsaty
Turko wąsaty (Pteroptochos megapodius) – gatunek średniej wielkości ptaka z rodziny krytonosowatych (Rhinocryptidae). Występuje endemicznie w Chile. Niezagrożony wyginięciem.

## Taksonomia

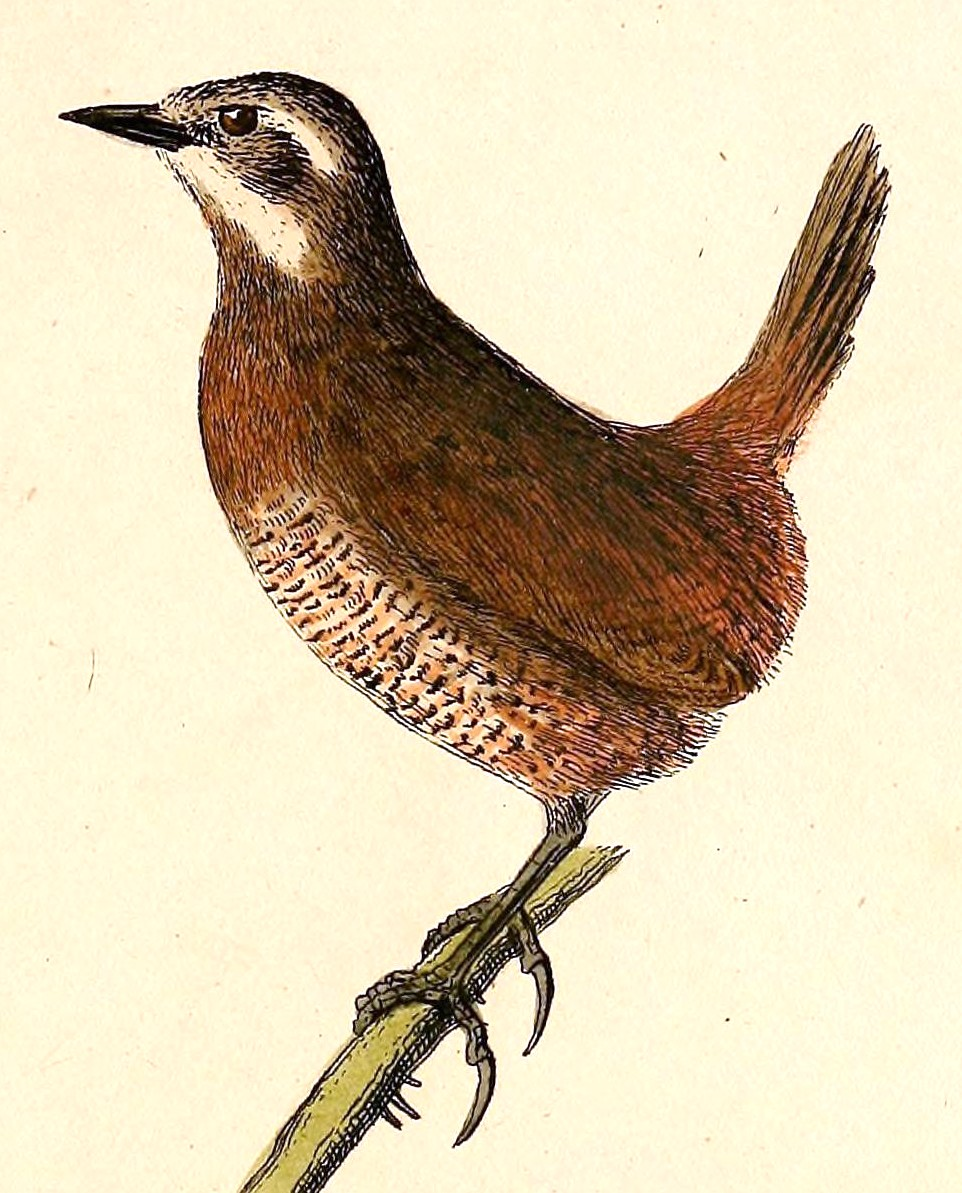
Rysunek autorstwa von Kittlitza z 1832 roku. Zwracają uwagę długie tylne pazury

Po raz pierwszy gatunek opisał Heinrich von Kittlitz w roku 1830 pod akceptowaną obecnie przez IOC nazwą Pteroptochos megapodius. Holotyp pochodził z Valparaíso. Wyróżnia się dwa podgatunki.
W opisie ptaków obserwowanych podczas podróży okrętu HMS Beagle (1832–1836) znalazła się adnotacja, że Chilijczycy nazywają ten gatunek El Turco; spośród rodzaju Pteroptochos właśnie jedynie turko wąsaty zwany jest Turca, a pozostali przedstawiciele określani są mianem Huet-huet.

## Morfologia
Długość ciała wynosi około 22,5 cm, choć można również znaleźć informację o długości 25 cm. Ogon mierzy 7 cm, skok 8 cm. Znana masa ciała dla 2 samców wynosiła 113 i 135 g. Wierzch ciała szarobrązowy, czoło jaśniejsze i bardziej brązowe. Pióra wierzchu głowy mają czarne środki. Kantarek i pokrywy uszne ciemne. Brew, broda, górna część gardła i jego boki białe. Kuper i sterówki matowe, brązowe. Końcówki piór na kuprze posiadają czarno-białe paski. Niższa część gardła i górna część piersi winnocynamonowa. Pozostałą część spodu ciała pokrywają biało-cynamonowo-czarnobrązowe paski. Tęczówka czarnobrązowa, dziób i nogi czarne. Osobniki młodociane z wierzchu cynamonowe do szarawych, bez pasków na kuprze, od spodu całe winnocynamonowe, jedynie z delikatnymi brązowymi prążkami na bokach ciała.
Podgatunek atacamae odróżnia znacznie jaśniejsze upierzenie, mniejsze rozmiary, brak barwy rudawej na spodzie cała oraz więcej bieli w prążkowaniu na spodzie ciała i bokach.

## Zasięg występowania
Wyróżnia się następujące podgatunki:
- P. m. atacamae Philippi Bańados, 1946 – północne Chile na terenie pustyni Atakama (Vallenar do Copiapó)
- P. m. megapodius Kittlitz, 1830 – centralne Chile, od Coquimbo po Concepción

Środowisko życia stanowi matorral i niezwarcie porośnięte krzewami stoki, często z obecnością skał. Podgatunek atacamae zasiedla półpustynie z obecnymi skalistymi wychodniami i luźną ziemią. Turko wąsaty spotykany jest od poziomu morza do 3600 m n.p.m.

## Behawior
Turko wąsaty trzyma ogon wyprostowany nawet wtedy, gdy, jak określił to John Gould, zadziwiająco żwawo przeskakuje z krzewu na krzew. Porusza się skacząc, rzadko lata. Pieśń głośna, trwa około 6 sekund, składa się z serii 10–15 bulgoczących dźwięków guerk, o częstotliwości 1,3–1,8 kHz. Niekiedy partner danego ptaka odpowiada mu trwającą około 2 sekund serią głosów hu. Zawołanie stanowi pojedynczy głos guerk, seria 10–15 bulgoczących dźwięków łup lub pojedynczy szorstki gwizd. Pożywienie stanowią owady, niekiedy również jagody i nasiona. Pożywienia szuka chodząc lub biegnąc, może drapać pazurem w ziemi lub przesunąć duży jak na swoje rozmiary kamień.

## Lęgi
Składanie jaj przypada na okres od września do października, lecz nory mogą być tworzone wcześniej. Gniazdo stanowi otwarty kubeczek z traw, umieszczony na końcu długiego na 1–3 m tunelu, wykopanego w zboczu, niekiedy w twardej ziemi. Zniesienie liczy 2 jaja, niekiedy 3, zwłaszcza u atacamae. Mają wymiary około 35,3×26,6 mm u podgatunku nominatywnego i 32,1×24,6 mm u atacamae.

## Status
Przez IUCN gatunek klasyfikowany jest jako najmniejszej troski (LC, Least Concern) nieprzerwanie od 1988 roku. Liczebność populacji nie została oszacowana, ale ptak ten opisywany jest jako dość pospolity. Ze względu na brak dowodów na spadki liczebności bądź istotne zagrożenia dla gatunku, BirdLife International uznaje trend liczebności populacji za stabilny. Występuje w Endemic Bird Area określanym jako Central Chile oraz kilku obszarach chronionych, m.in. w Parku Narodowym La Campana i Parku Narodowym Pan de Azúcar.